# البهائية في رواندا
بدأ الدين البهائي في رواندا بعد عام 1916، حين أشار عبد البهاء، رئيس الدين آنذاك، إلى ضرورة نشر الدين في مناطق أفريقيا. وكان أول ذكر محدد لرواندا في أيار 1953، عندما أشار المجتمع البهائي المتنامي في أوغندا إلى النظر في إرسال رواد إلى مناطق مجاورة مثل رواندا. وصل المستوطنون الأوائل بحلول تموز 1953، حين قدم بهائيون من الولايات المتحدة وملاوي. وبحلول عام 1963، تأسست ثلاث جمعيات روحية محلية بهائية في بوروندي ورواندا. ومن خلال تنظيمات متعاقبة في المنطقة، تم تشكيل الجمعية الروحية الوطنية في رواندا عام 1972. ويُرجّح أن البهائيين، الذين بلغ عددهم الآلاف، كانوا من بين ضحايا الإبادة الجماعية في رواندا. وبعد الاضطرابات الناتجة عن الحرب الأهلية الرواندية، أعيد تشكيل الجمعية الوطنية سنة 1997. وواصل البهائيون في رواندا السعي لترسيخ الانسجام العرقي، وهو مبدأ أشار إليه دينيس أوموتوني، مساعدة مخرج فيلم "مصافحة الشيطان"، باعتباره من أسباب اعتناقها للدين. وتُقدّر إحصاءات عام 2001 عدد البهائيين بحوالي 15 ألف نسمة، فيما قدرت بيانات عام 2005 أن عددهم تجاوز 18,900 شخص.

## الأيام الأولى

### ألواح عبد البهاء للخطة الإلهية
كتب عبد البهاء سلسلة من الرسائل أو الألواح لأتباع الدين في الولايات المتحدة عامي 1916 و1917، وتم تجميعها لاحقًا في كتاب بعنوان "ألواح الخطة الإلهية". ذكرت ثلاث من هذه الألواح ضرورة نقل الدين البهائي إلى أفريقيا، ولكن تقديمها في الولايات المتحدة تأخر حتى عام 1919، بعد نهاية الحرب العالمية الأولى وجائحة الإنفلونزا الإسبانية. وقد تُرجمت هذه الألواح وقدمها ميرزا أحمد سهراب في 4 نيسان 1919، ونُشرت في مجلة "نجم الغرب" في 12 كانون الأول 1919.
جاء في أحد الألواح:"يجب أن تكون نية المعلّم صافية، قلبه مستقل، روحه متوجهة، فكره هادئ، عزمه ثابت، كرمه عظيم، وفي حب الله شعلة مضيئة... وهكذا تنشأ أعداد كبيرة من النفوس، وتنطلق إلى كافة أنحاء العالم، خاصة من أمريكا إلى أوروبا وأفريقيا وآسيا…"كما تضمن الدعاء التالي:"يا إلهي، يا إلهي! ترى كيف يلف الظلام الأسود جميع المناطق، وتحترق البلدان بلهيب الشقاق، وتشتعل نار الحرب والدمار شرقًا وغربًا. الدماء تسيل، والجثث مكدسة، والرؤوس تتهاوى على تراب المعركة... يا رب، اشفق…"
كان أول ذكر صريح لرواندا في برقية من شوقي أفندي في أيار 1953، عندما كان رئيسًا للدين، يقترح فيها أن ينظر المجتمع البهائي المتنامي في أوغندا ومناطق أخرى بإرسال رواد إلى رواندا.

### البدايات
ربما كانت مارتي موليتور أول بهائية تعبر رواندا نحو عام 1947، بعد اعتناقها الدين في بلجيكا، رغم انتقالها لاحقًا إلى الكونغو البلجيكية. وصل أول المستوطنين البهائيين إلى رواندا في تموز 1953، حين وصلت ماري وريجينالد (ريكس) كوليسون من الولايات المتحدة، إضافة إلى دوندوزو تشيزيزا، وهو شاب بهائي من ملاوي (نياسالاند آنذاك). وقد حصلوا على لقب "فرسان بهاء الله". وكان ألفونس سيمانينزي أول بهائي محلي في رواندا. وبحلول عام 1963، تأسست ثلاث جمعيات روحية محلية بهائية في بوروندي ورواندا، رغم صعوبة تحديد مواقعها بسبب ضعف الاتصالات. وكان من أبرز الرواد الدكتور عطاء الله تايد وزوجته زاهره، اللذان وصلا عام 1966.

## النمو
تأسست الجمعية الروحية الوطنية الإقليمية لوسط وشرق أفريقيا عام 1956، ومقرها في كامبالا، وشملت أوغندا وتنجانيقا وكينيا والكونغو البلجيكية ورواندا-أوروندي وغيرها من المناطق. مثل يد القضية إينوك أولينغا بيت العدل الأعظم في انتخابات الجمعية الروحية الوطنية للبهائيين في بوروندي ورواندا عام 1969، التي كان مقرها في بوجومبورا. ومع استقلال بوروندي ورواندا، تم تأسيس جمعيتين وطنيتين مستقلتين لكل منهما عام 1972.
زارت يد القضية روحيه خانوم رواندا عامي 1972 و1973، خلال فترة اعترفت فيها الحكومة رسميًا بالمجتمع البهائي.
يُعتقد أن البهائيين، الذين بلغ عددهم الآلاف، كانوا من بين نحو 800 ألف شخص قُتلوا خلال الإبادة الجماعية في رواندا. وقد ساعدت عائلة بهائية أمريكية-رواندية واحدة على الأقل في إنقاذ لاجئين خلال هذه المأساة. توقفت الجمعية الروحية الوطنية في رواندا عام 1996 بسبب الحرب الأهلية الرواندية، لكنها أُعيد تأسيسها في عام 1997.

## المجتمع الحديث
منذ بداياته، ساهم الدين البهائي في التنمية الاجتماعية والاقتصادية، بدءًا بمنح النساء مزيدًا من الحرية، وتشجيع تعليم الفتيات، وصولًا إلى إنشاء المدارس، والتعاونيات الزراعية، والعيادات الصحية. ودخل الدين مرحلة جديدة من النشاط بعد صدور رسالة بيت العدل الأعظم بتاريخ 20 تشرين الأول 1983، التي دعت إلى البحث عن سبل متوافقة مع التعاليم البهائية للمشاركة في التنمية الاجتماعية. ففي عام 1979، كان هناك 129 مشروعًا تنمويًا بهائيًا معترفًا به رسميًا، وارتفع العدد إلى 1482 مشروعًا بحلول عام 1987.
بعد الإبادة الجماعية، شارك البهائيون في جهود المصالحة القبلية، استنادًا إلى مبدأ وحدة البشرية. وفي آذار 2000، أصدر المجلس الوطني البهائي الرواندي بيانًا دعا فيه إلى اعتبار وحدة الإنسانية أساسًا للمصالحة الوطنية.
أنشأ بعض البهائيين من الولايات المتحدة منظمة "أورين إيد" لدعم الشباب وتمكينهم، مع التزام بالعمل في رواندا لمدة خمس سنوات اعتبارًا من عام 2003.
ومن بين المتحولين إلى الدين البهائي دينيس أوموتوني، مساعدة مخرج فيلم "مصافحة الشيطان"، ومنسقة برنامج "سينيدوك" المدعوم من وزارة التنمية الاقتصادية واليونيسيف. وقد أنشأت المشروع بعد أن نظمت استعادة نحو 3000 جثة من مقبرة جماعية عام 2004، من بينها جثتا والديها. نشأت أوموتوني كاثوليكية، لكنها وجدت في الدين البهائي مصدرًا لتجديد روحها.
وفي عام 2006، شارك شباب بهائيون روانديون في مؤتمر استمر خمسة أيام في بوجومبورا لمناقشة دور الشباب في العمل الاجتماعي السلمي والتحول المجتمعي.

### التركيبة السكانية
تشير التقديرات إلى أن عدد أفراد المجتمع البهائي بلغ حوالي 40 ألفًا قبل الإبادة الجماعية، لكنه تراجع لاحقًا إلى حوالي 10 آلاف. وفقًا لقاعدة بيانات المسيحيين العالميين لعام 2001، كان هناك 28 جمعية روحية محلية في رواندا عام 2005، وقدّر المجلس العالمي للبهائيين أن عدد البهائيين في البلاد يزيد قليلًا عن 18,900 شخص.